# Ond
Ond (¿-?), fue uno de los siete jefes tribales húngaros que movilizaron a su nación en el siglo X hacia Europa desde Asia.

## Biografía
Ond era jefe de la tribu húngara de los Tarján y uno de los siete líderes tribales húngaros junto con Előd, Tas, Töhötöm, Huba, Kond, bajo la conducción del Príncipe Álmos. 
La crónica medieval Gesta Hungarorum afirma que Ond era padre de Ete. También que, cuando los húngaros arribaron a la cuenca de los Cárpatos, Ond estaba entre los líderes que se dispusieron a ocuparla. Luego de que Árpád mantuviera una reunión con sus comandantes, éste envió una embajada al caudillo Salán que vivía en una región de la cuenca. Los portadores de esta embajada eran Ond y Ketel, quienes regresaron pronto ante Árpád trayendo regalos enviados por Salán. Entre los regalos había tierra, agua y pieles, lo cual significaba simbólicamente que le estaba obsequiando a Árpád todo el territorio bajo el mando de este líder.
Cuando las tropas húngaras avanzaron y ocuparon estas regiones, Árpád le otorgó a Ond los territorios desde el río Tisza hasta el pantano de Botva y desde el Körtvély hasta las arenas del Alpár. Posteriormente, Ete, el hijo de Ond, reunió a muchos eslovenos y organizándolos construyó un castillo sólido entre la fortaleza de Alpár y el prado Bőd, el cual los eslovenos llamaron en su idioma Songrád, lo que significaba "castillo negro".